# Robert Caspary
Johann Xaver Robert Caspary (Königsberg, 29 gennaio 1818 – Flatow, 18 settembre 1887) è stato un naturalista e zoologo tedesco.
Compie i suoi studi al gymnasium Kneiphöfische a Königsberg studiando in seguito teologia e filosofia all'Università di Königsberg.
Dopo avere ottenuto la laurea in teologia, si reca a Berlino per studiare le scienze naturali e comincia a specializzarsi in zoologia.
Qui segue i corsi tenuti da influenti scienziati quali Georg August Goldfuss (1782-1848) in zoologia, Friedrich Wilhelm August Argelander (1799-1875) in astronomia e  Ludolph Christian Treviranus (1779-1864) in botanica.
Nel 1845, Caspary ottiene una cattedra a Bonn. Con il ruolo di precettore dei bambini di un importante commerciante, viaggia per nove mesi in Italia nel 1847, viaggio che gli permette di formare un'importante collezione di piante e di animali.